# Bahnhof Besigheim
Der Bahnhof Besigheim liegt am Streckenkilometer 29,8 der Frankenbahn. Gemäß der Eisenbahn-Bau- und Betriebsordnung handelt es sich aufgrund der abgebauten Weichen jedoch nicht mehr um einen Bahnhof, sondern um einen Haltepunkt.

## Geschichte
Von Anbeginn der Planungen für die Nordbahn, die Stuttgart mit Heilbronn verbinden sollte, zeigten die Besigheimer Gemeinderäte reges Interesse an einem Anschluss. Die Oberamtsstadt zählte damals zusammen mit dem Husarenhof rund 2.400 Einwohner. Durch die Streckenführung über Besigheim erhofften sich die Stadtväter eine rasch einziehende Industrialisierung.
Am 25. Juli 1848 eröffnete die Königlich Württembergische Staatsbahn den Nordbahnabschnitt Bietigheim–Heilbronn. Der rund 500 Meter vor den Toren der Stadt gelegene Bahnhof Besigheim befand sich auf den Wiesen und Feldern nahe der Landstraße nach Löchgau. Das zweistöckige Empfangsgebäude blieb bis 1850 das einzige Bauwerk westlich der Enzbrücke. Erst danach begann die Stadt in diese Richtung zu wachsen. Den Anfang machte ein Wohnhaus (heute Bahnhofstraße 19) sowie ein Jahr später, 1851, das Gasthaus Zur Eisenbahn.
Der Gemeinderat äußerte sich nun negativ zur Eisenbahn und bemerkte die Nachteile. Die Einwohnerschaft bestand zum größten Teil aus armen Wengerterfamilien. Von einer schnellen Verbindung in die großen Städte hatten sie keinen Nutzen. Im Gegenteil, die Bahnlinie behinderte sie bei der Bewirtschaftung ihrer Weinberge, da die Trasse noch heute direkt an ihnen vorbeiführt. Handwerksbetriebe schlossen, da die Industrie ein höheres Einkommen versprach. Auf der einst wichtigen Staatsstraße ging der Durchgangsverkehr zurück. Dies bemerkten nicht nur die Gasthöfe, die die Fuhrleute und Reisenden bewirteten, sondern auch die Stadtverwaltung, die sinkende Einnahmen beim Pflaster- und Brückengeld verzeichnete.
1868 änderte sich die Situation. Mit dem Bau einer Brücke über den Neckar, östlich von Besigheim, erreichten nun auch die Bewohner der Dörfer Mundelsheim, Hessigheim und Ottmarsheim schneller die Stadt und den Bahnhof. Die Anzahl der Fahrgäste und der zu verladenden Güter – vor allem Zuckerrüben und Zichorien – stieg an.
1873 siedelte sich die Trikotwarenfabrik Mattes, Lutz & Müller als erster Industriebetrieb in Besigheim an. Ende 1874 forderte der örtliche Gewerbeverein eine Erweiterung des Bahnhofs, doch die Staatsbahn kam dem nicht nach.
1880 stufte die königliche Regierung das Besigheim Pflaster- und Brückengeld als veraltet ein. Die Stadt musste künftig auf den Wegzoll verzichten und verlor eine Einnahmequelle.
1883 wurde die alte Ölmühle am Neckar zu einer Industriemühle umgebaut und ab 1889 als Besigheimer Ölfabrik bezeichnet. Nach einem Großbrand 1904 entschied sich die Geschäftsleitung für einen neuen Standort nördlich des Bahnhofs (heute BASF). So konnte die Fabrik einen Gleisanschluss erhalten.
1888 bezog die Post ihr neues Gebäude in unmittelbarer Nähe des Bahnhofs. Die freigewordenen Räume im Empfangsgebäude standen nun der Staatsbahn zur Verfügung, die damit erneut die Vergrößerung des Gebäudes verzögern konnte.
Am 15. September 1894 nahm die Staatsbahn ein zweites Streckengleis zwischen Bietigheim und Nordheim in Betrieb. 1901 erweiterte sie das Empfangsgebäude um einen einstöckigen Anbau auf der nördlichen Seite.
Am 1. April 1945 kam es zu einem Bombenangriff im Gebiet des Bahnhofs und der Bietigheimer Straße. Vier Menschen kamen dabei ums Leben.
Am 1. Juni 1959 nahm die Deutsche Bundesbahn den elektrischen Betrieb zwischen Bietigheim und Heilbronn auf. Das Empfangsgebäude erhielt danach noch einen weiteren einstöckigen Anbau auf der südlichen Seite.
In den 1990er Jahren bemühte sich die Stadtverwaltung verstärkt um die Umgestaltung des Bahnhofsvorplatzes. Dies gelang 1999. Ein neues Geschäftshaus und ein Parkplatz für Bahnreisende entstanden. Der Bahnhof Besigheim ist inzwischen zu einem Haltepunkt zurückgebaut. Gleisanschlüsse gibt es keine mehr.
Der Fahrkartenschalter am Besigheimer Bahnhof, der auch als „Juniorfirma“ für Auszubildende der Deutschen Bahn genutzt wurde, sollte im März 2001 geschlossen werden. Nach dem Widerstand einiger Kommunal- und Landtagsabgeordneter gegen eine Schließung wurde der Fahrkartenverkauf im April 2006 an eine private Agentur vergeben, welche diesen jedoch aufgrund mangelnder Rentabilität im März 2008 einstellte. Seit 2009 wird die ehemalige Schalterhalle als Veranstaltungsraum genutzt.
Das Wärterstellwerk unterhalb des Niedernbergs, welches 1995 stillgelegt wurde, wurde im Herbst 2011 abgerissen, da für eine Sanierung keine Interessenten gefunden werden konnten.

## Bahnbetrieb
Der Haltepunkt wird von Regionalbahnen und montags bis samstags von Regional-Express-Zügen der Relation Stuttgart–Heilbronn bedient. Auf Gleis 1 halten Züge nach Heilbronn, Osterburken, Mannheim und Würzburg, auf Gleis 2 Züge in Richtung Stuttgart und Tübingen. Auf der Strecke Stuttgart–Heilbronn fahren Züge werktags im 30-Minuten-Takt.
Der Bahnhof Besigheim ist bei der Deutschen Bahn AG in die Preisklasse 5 eingeordnet.

### Regionalverkehr
Nachdem die Verkehrsunternehmen Abellio Rail Baden-Württemberg und Go-Ahead Baden-Württemberg 2015 die Ausschreibung für den Betrieb u. a. des Neckartal-Netzes gewannen und damit die DB Regio Baden-Württemberg ablösten, wurden die Bahnlinien zum Fahrplanwechsel im Dezember 2019 grundlegend überarbeitet. Seitdem bedient Go-Ahead die Regionalexpress-Linie RE 8 nach Würzburg und Abellio die Linien RE 10 sowie RB 18 nach Mannheim bzw. Osterburken.
Aufgrund von Lieferschwierigkeiten der bestellten Bombardier-Talent-2-Triebzüge konnte Abellio den ursprünglichen Fahrplan nur teilweise umsetzen. Zum Fahrplanwechsel 2019 begannen die Linien RE 10a und RE 10b daher in Heilbronn anstatt Tübingen. Die Linie RB 18 begann in Stuttgart und wurde mit geliehenen Zügen der Baureihe 425 befahren. Um auf der Strecke Stuttgart-Heilbronn dennoch einen 30-Minuten-Takt gewährleisten zu können, betrieb die DB Regio im Auftrag von Abellio vorübergehend die zusätzliche Linie RE 10 von Stuttgart nach Heilbronn mit Doppelstockwagen.
| Linie     | Strecke                                                              | Frequenz                             | Betreiber          |
| --------- | -------------------------------------------------------------------- | ------------------------------------ | ------------------ |
| RB 18     | Osterburken – / Mosbach-Neckarelz – / Öhringen-Cappel – Tübingen Hbf | 60-Minuten-Takt                      | DB Regio Stuttgart |
| RE 10b/12 | Tübingen Hbf – Mosbach-Neckarelz                                     | montags bis samstags 60-Minuten-Takt | DB Regio Stuttgart |

Daneben halten einzelne Züge anderer Linien. (Stand 2021)